# Breslau-Elf

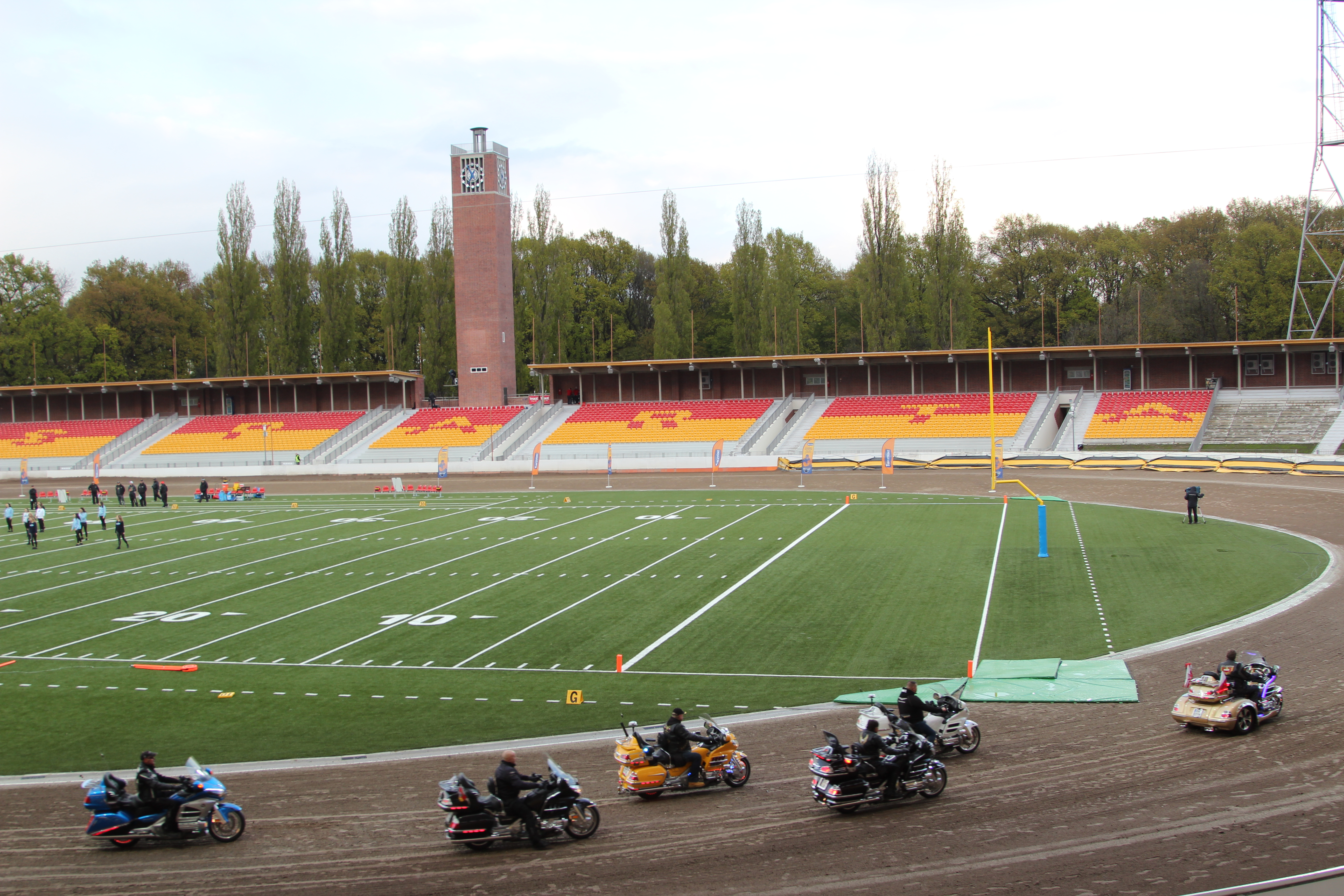
Das „Olympiastadion“ in Breslau (1937 Hermann-Göring-Stadion) mit Glockenturm (2017)

Als Breslau-Elf wird jene deutsche Fußballnationalmannschaft bezeichnet, die in einem Freundschaftsspiel am 16. Mai 1937 im schlesischen Breslau Dänemark mit 8:0 schlug. Das Spiel der deutschen Mannschaft gilt bis heute als einer ihrer besten Auftritte. Der Termin unterbrach die laufende deutsche Fußballmeisterschaft.

## Vorgeschichte
Die deutsche Nationalmannschaft erreichte unter Reichstrainer Otto Nerz bei der Weltmeisterschaft 1934 den dritten Platz (3:2 gegen Österreich). Bei den Olympischen Spielen in Berlin 1936 schied die Mannschaft im Viertelfinale aus (0:2 gegen Norwegen). Die beiden Länderspiele vor Breslau konnte die deutsche Mannschaft mit Mühe 1:0 gewinnen (gegen Belgien und in der Schweiz).
Die dänische Mannschaft war zuvor seit November 1935 in vier Spielen unbesiegt geblieben.

## Deutsche Mannschaft
Der Mannschaftskader des seit dem 2. November 1936 zusammenarbeitenden Trainerduos Sepp Herberger (Reichstrainer) und Otto Nerz (Referent für die Nationalmannschaft) setzte sich u. a. noch aus sieben Spielern zusammen, die bei der Weltmeisterschaft 1934 in Italien überraschend den dritten Platz erreicht hatte (Jakob, Janes, Münzenberg, Goldbrunner, Lehner, Siffling und Szepan). Sie wurde ergänzt um weitere Spieler, die ebenfalls alle schon zuvor in der Nationalmannschaft gespielt hatten. Dabei handelte es sich um das Schweinfurter Läuferpaar Kitzinger (bei den Olympischen Spielen 1936 verletzt) und Kupfer (Nationalspieler seit 1937) und die Schalker Gellesch und Urban (beide Nationalspieler seit 1935). Dazu kam der Ersatzspieler Franz Elbern vom SV Beuel 06 (ebenfalls Nationalspieler seit 1935).
Die deutsche Mannschaft spielte somit mit folgender Aufstellung (Herkunftsvereine in Klammern):
- Hans Jakob (SSV Jahn Regensburg)
- Paul Janes (Fortuna Düsseldorf)
- Reinhold Münzenberg (Alemannia Aachen)
- Andreas Kupfer (1. FC Schweinfurt 05)
- Ludwig Goldbrunner (FC Bayern München)
- Albin Kitzinger (1. FC Schweinfurt 05)
- Ernst Lehner (TSV Schwaben Augsburg)
- Rudolf Gellesch (FC Schalke 04)
- Otto Siffling (SV Waldhof Mannheim)
- Fritz Szepan (FC Schalke 04)
- Adolf Urban (FC Schalke 04)

## Spielverlauf
Der deutschen Mannschaft gelang es, ein schnelles Spiel zu gestalten, bei dem alle Spieler ständig in Bewegung waren. Der Ball konnte sicher gehalten und in kurzen Pässen weitergegeben werden. Die Dänen hatten dem wenig entgegenzusetzen und konnten sich nicht sortieren. Das erste Tor für Deutschland fiel in der 7. Minute (Lehner), weitere große Chancen folgten, aber erst in der 33. Minute gelang der zweite Treffer durch Otto Siffling, der daraufhin noch viermal abschloss (40. und 44. Minute in der ersten, 48. und 65. in der zweiten Halbzeit). Weite Teile des Spiels fanden in der dänischen Hälfte statt, während das deutsche Tor selten in Gefahr geriet. Urban (70.) und Szepan (78.) sorgten für den Endstand.

## Spieldaten
| Deutschland                                                            | Deutschland | Dänemark | Dänemark |
| ---------------------------------------------------------------------- | --- | --- | -------- |
| Deutschland                                                            | \| Freundschaftsspiel \| \| Sonntag, 16. Mai 1937 um 16:00 Uhr[2] in Breslau (Hermann-Göring-Stadion[1]) \| \| Ergebnis: 8:0 (4:0) \| \| Zuschauer: 40.000 \| \| Schiedsrichter: Augustin Krist ( Tschechoslowakei) \| \| Spielbericht \| | \| Freundschaftsspiel \| \| Sonntag, 16. Mai 1937 um 16:00 Uhr[2] in Breslau (Hermann-Göring-Stadion[1]) \| \| Ergebnis: 8:0 (4:0) \| \| Zuschauer: 40.000 \| \| Schiedsrichter: Augustin Krist ( Tschechoslowakei) \| \| Spielbericht \| | Dänemark |
| Deutschland                                                            | Hans Jakob, Paul Janes, Reinhold Münzenberg, Andreas Kupfer, Ludwig Goldbrunner, Albin Kitzinger, Ernst Lehner, Rudolf Gellesch, Otto Siffling, Fritz Szepan , Adolf Urban Cheftrainer: Sepp Herberger                                    | Svend Jensen, Poul Hansen, Oscar Jørgensen, Carl Larsen, Henry Nielsen, Poul Jensen, Helmuth Søbirk, Eyolf Kleven, Pauli Jørgensen, Kaj Uldaler, Eigil Thielsen                                                                           | Dänemark |
| Deutschland                                                            | 1:0 Ernst Lehner (7.) 2:0 Otto Siffling (33.) 3:0 Otto Siffling (40.) 4:0 Otto Siffling (44.) 5:0 Otto Siffling (48.) 6:0 Otto Siffling (65.) 7:0 Adolf Urban (70.) 8:0 Fritz Szepan (78.)                                                | | Dänemark |
| Freundschaftsspiel                                                     | | |          |
| Sonntag, 16. Mai 1937 um 16:00 Uhr in Breslau (Hermann-Göring-Stadion) | | |          |
| Ergebnis: 8:0 (4:0)                                                    | | |          |
| Zuschauer: 40.000                                                      | | |          |
| Schiedsrichter: Augustin Krist ( Tschechoslowakei)                     | | |          |
| Spielbericht                                                           | | |          |

## Bedeutung und weitere Entwicklung
Für die dänische Mannschaft handelte es sich um das 105. Länderspiel. Das 8:0 war die bis heute höchste Niederlage der dänischen Nationalmannschaft.
Für die deutsche Mannschaft war die Begegnung das 140. offizielle Spiel und gilt als eines ihrer besten Spiele. Die in Anlehnung an dieses Spiel trotz variierender Besetzung auch in weiteren Länderspielen „Breslau-Elf“ genannte Mannschaft gewann im Kalenderjahr 1937 zehn von elf Begegnungen (dazu ein Unentschieden; Torverhältnis 36:6), darunter im Oktober ein 3:0-Sieg gegen Norwegen als Revanche für die 0:2-Niederlage bei den Olympischen Spielen in Berlin. Von den (dem 8:0 folgenden) Spielen vor der WM 1938 gewann Deutschland sechsmal (davon drei Siege im Rahmen der WM-Qualifikation), dreimal gab es ein Unentschieden. Erst am 14. Mai 1938, dem letzten Testspiel vor der WM, ging wieder ein Spiel verloren (Berlin, 3:6 gegen England).
Bei der Fußball-Weltmeisterschaft 1938 in Frankreich konnte die Mannschaft nicht in der Breslauer Aufstellung antreten, da aufgrund des Anschlusses von Österreich an das Deutsche Reich auf politischen Druck die Mannschaft aus Spielern aus Deutschland und Österreich gemischt werden musste. Ergebnis war ein unerwartet frühes Scheitern der deutschen Mannschaft in der ersten Runde (im Wiederholungsspiel des Achtelfinals gegen die Schweiz) und das Ende der Erfolgsserie Deutschlands.

## Zitate
„Morgen, Männer! Das morgige Spiel wird wohl das schwerste sein in der Reihe der Spiele, die wir im Mai auszutragen hatten bzw. haben.“

„Es mag für die Dänen wie der schrille Schrei der Trompete, die zum Jüngsten Gericht ruft, in den Ohren geklungen haben, für die Deutschen war es Triumphgetön.“

„Die ‚Breslau-Elf‘ spielte das moderne englische WM-System mit Stopper, sehr schnell, oft direkt, es war immer Bewegung da, das Spiel wurde über die Flügel aufgerissen. Überragende Solisten sorgten immer wieder für Überraschungen. Zum erstenmal zeichnete sich damals ein Stil ab, den man bis heute als ‚deutschen Stil‘ bezeichnen kann.“

„Der Name des Ortes und die spielerische Glanzleistung der deutschen Elf verbinden sich zu einem Synonym für technisch hochklassigen deutschen Tempofußball: Die ‚Breslau-Elf‘ zelebriert Fußball in Vollendung und schickt die seit über einem Jahr ungeschlagenen Dänen mit einem 8:0 auf die Heimreise.“